# Просяная камышовка
Просяная камышовка (лат. Acrocephalus sorghophilus) — чрезвычайно редкий и плохо изученный вид птиц из семейства Acrocephalidae, распространённый на северо-востоке Китая, на Филиппинских островах и в юго-восточной Сибири, но отдельные залётные особи отмечены также на Тайване и в южной Японии. Точное место выведения потомства неизвестно, но предположительно на реке Амур и в провинциях Ляонине и Хэбэе. Зимует на Филиппинских островах. Обычно встречаются среди кустарниковых ивовых и тростниковых зарослей на прибрежных участках рек, а также на плавнях.

## Описание
Длина тела птиц 12—13 см; их масса около 8 грамм. Просяная камышовка весьма похожа на пёстроголовую камышовку размерами и внешним обликом, также имея чёрные боковые полоски на голове, но отличается от неё более тонким начертанием данных полосок, а также более бледным окрасом.
Клюв тонкий, чуть тоньше в сравнении с клювом пёстрой камышовкой, с тёмно-коричневым кончиком, кайма надклювья и подклювье целиком бледно-охровая. Глаза тёмно-коричневые. Ноги серые.

### Голос
Голосовые сигналы неизвестны. Песня самцов, это скользящее стрекотание, схожа с исполнением восточной камышовки, но тонально более слабая: «кирук-кирук-кирук йии йии».